# Протестантизм в Йемене

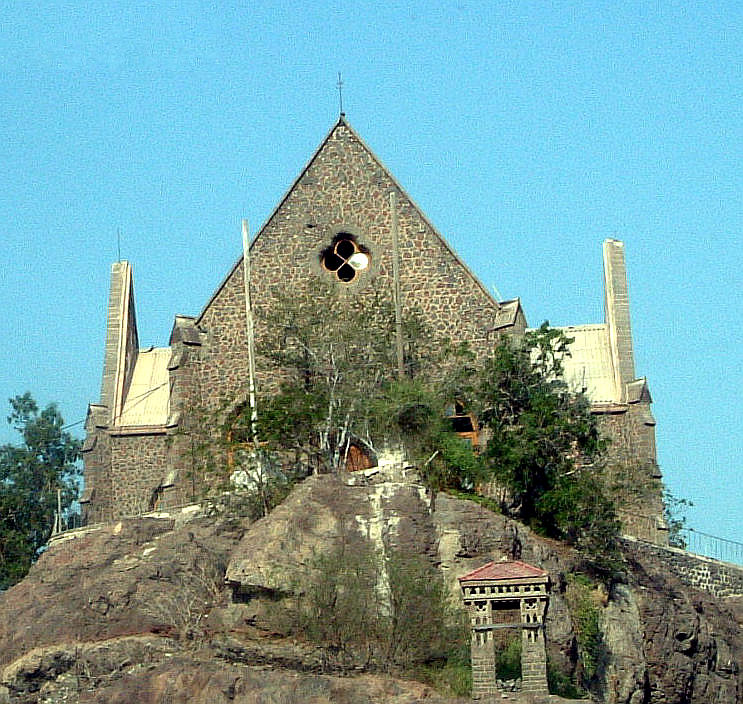
Церковь Св. Иосифа в Адене, построенная англичанами в 1850 году. В настоящий момент пустует

Протестантизм в Йемене — крупнейшее направление христианства в стране. По данным исследовательского центра Pew Research Center в 2010 году в Йемене проживало 30 тыс. протестантов, которые составляли 0,1 % населения этой страны.
Свыше половины протестантов Йемена — иностранцы. Протестантами являются часть живущих в стране американцев, англичан и немцев. Немало протестантов среди выходцев из Южной и Юго-восточной Азии. Протестанты составляют значительную долю среди йеменских амхара и тиграи. Протестанты имеются и среди арабов, в первую очередь это арабы Судана и Омана. В стране также существует маленькая община протестантов—сокотрийцев и протестантов—сомалийцев.
Предполагается, что в Йемене существуют общины протестантов-криптохристиан, скрывающих свою веру. По некоторым данным, криптохристианами являются 2,5 тыс. местных жителей и ещё 15-25 тыс. переселенцев из Эфиопии и Эритреи.

## Исторический обзор

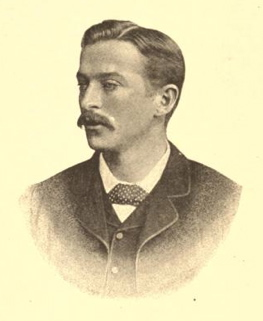
Ион Кит-Фальконер, протестантский миссионер в Йемене

После захвата британцами Адена в 1839 году в городе был установлен англиканский приход. Приход обслуживал духовные нужды британских подданных. В 1863 году для гарнизона британских войск в Адене была построена «Церковь Христа». Храм функционировал вплоть до 1970 года, когда он был реквизирован коммунистическим правительством Южного Йемена. С начала 1990-х годов здание возвращено церкви и службы в нём возобновлены.
Первым протестантским миссионером среди местного населения в Йемене был шотландский дворянин Ион Кит-Фальконер (1856—1887). В прошлом, профессор Кембриджа и чемпион мира по велогонкам, Кит-Фальконер переселился в 1885 году в Адену с желанием распространить христианство в Аравии. Однако, два года спустя он умер от малярии, а его миссия перешла к пресвитерианской Церкви Шотландии. Впоследствии церковь открыла в Адене миссионерскую больницу.
Служение пресвитериан было поддержано реформатами из Америки и датскими лютеранами. В 1961 году шотландцы и датчане создали объединённую Церковь южной Аравии.
Начиная с 1960-х годов несколько протестантских миссий пытались начать в стране открытое служение. Однако в 1965 году все миссионеры были вынуждены покинуть Южный Йемен. В 1968 году протестантские миссионеры вернулись в страну, для того чтобы вновь быть высланными правительством Йемена в 1973 году. Вновь протестантские миссионеры вернулись в Йемен в начале 1990-х гг.
В 1963 году Министерство здоровья Йемена пригласило в страну сотрудников Южной баптистской конвенции. В 1964 году баптисты открыли медицинскую клинику в Таизе. Более крупный медицинский проект был начат в 1968 году в Джибле. Вокруг последней клиники была создана баптистская община; к 1972 году в Йемене служили 15 баптистских врачей-миссионеров. В 2003 году управление больницей было передано правительству страны.
В начале 1980-х годов среди живущих в Йемене эфиопских иммигрантов начали служение пятидесятники.

## Современное состояние
Ряд медицинских центров и неправительственных организаций, связанных с протестантскими церквами, продолжают служение в Йемене. Однако, продолжающийся в стране гражданский конфликт, препятствует социальному служению протестантов. Так, в 2007 году из-за боевых действий была закрыта протестантская медицинская миссия в Сааде.
В Адене продолжает служение старейшая протестантская церковь страны — англиканская «Церковь Христа». Церковь входит в диоцез Кипра и Персидского залива Епископальной церкви Иерусалима и Ближнего Востока. Приход относится к евангельскому направлению в англиканстве. Численность активных англикан — ок. 1 тыс. Приход посещают и протестанты-иностранцы других конфессий.
«Церковь Христа» является единственным официально действующим в Йемене протестантским храмом. Эмигрантам-христианам дарована возможность свободных богослужений только в частных домах.
В наши дни не удаётся найти сведения о деятельности Церкви южной Аравии. В «Историческом словаре реформаторских церквей» указано, что в 2007 году в Йемене не существовало ни одной реформаторской общины.
Гуманитарную помощь стране оказывает Адвентистское агентство помощи и развития, однако, по состоянию на 2011, год в Йемене не существовало ни одной адвентистской церкви.
В 2000 году в стране насчитывалось ок. 300 прихожан баптистской общины. Межденоминационная «Международная церковь Саны» (270 прихожан в 2000 году) является собранием азиатских евангеликов.
По состоянию на 2000 год церкви пятидесятнического толка объединяли 7,1 тыс. верующих. Пятидесятническое движение в Йемене представляет собой разрозненные общины криптохристиан, не имеющие официального признания со стороны правительства. Среди выходцев из Эфиопии подпольное служение несёт Апостольская церковь Эфиопии.